# Charlotta Kotíková
Charlotta Kotíková, nepřechýleně Kotík, (* 13. prosince 1940 Praha) je česko-americká kurátorka. Je pravnučkou prvního československého prezidenta Tomáše Garrigua Masaryka. Její matkou byla Herberta Masaryková a otcem kunsthistorik Emanuel Poche. V roce 1970 emigrovala do Spojených států amerických. Později pracovala jako vedoucí odboru moderního a současného umění v Brooklynském muzeu. Také byla členkou poroty ceny Jindřicha Chalupeckého.
Jejím manželem byl skladatel Petr Kotík, s nímž měla dva syny, kteří se oba věnovali umění a hudbě: Tomáše a Jana Jakuba. V roce 2002 o ní Česká televize natočila dokument Jmenuji se Charlotta v rámci série Čtyři z New Yorku.
Ve čtvrtek 6. března 2014 se osobně účastnila slavnostního odhalení busty své prababičky Charlotty Garrigue Masarykové (bronzové plastiky sochařky Věry Růžičkové-Bejrové) v aule školy Charlotty Masarykové v Praze 5 Velké Chuchli za účasti tehdejšího primátora hl. města Prahy dr. Tomáše Hudečka.
Na přelomu let 2016 a 2017 měla proběhnout analýza DNA příbuzných Tomáše Masaryka, která měla vyvrátit nebo potvrdit domněnku o jeho skutečném biologickém otci. Analýza byla pozastavena právě na žádost Charlotty Kotíkové.